# 冨長覚梁
冨長 覚梁（とみなが かくりょう、1934年9月15日 - ）は、日本の詩人、浄土真宗僧侶。長願寺住職。
岐阜県養老町生まれ。岐阜大学卒。2002年「そして秘儀そして」で第35回日本詩人クラブ賞受賞。2009年度岐阜県芸術文化顕彰受賞。2023年地域文化功労者。愛情に満ちた心温まる「愛の詩」審査委員長。代々養老町の文人で、曾祖父は冨長覚民、祖父は冨長静丸（覚静、1865-1930）で広瀬淡窓の門に学び県議会議員も務めた。父は冨長蝶如。

## 著書
- 『みみずの唄 詩集』存在社 1971
- 『天網のもとで 詩集』不動工房 1975
- 『夜中の手紙 詩集』石文館 1990
- 『富長覚梁詩集』土曜美術社出版販売 日本現代詩文庫 1993
- 『そして秘儀そして』れんげ草舎、2001
- 『庭、深む 詩集』花神社 2008

## 注
1. ↑  冨長静丸:養老町
2. ↑  『文藝年鑑』2008年
3. ↑  令和5年度地域文化功労者表彰被表彰者の決定